# Ливада (Струга)
Ливада (мкд. Ливада) је насеље у Северној Македонији, у западном делу државе. Ливада припада општини Струга.

## Географија
Насеље Ливада је смештено у југозападном делу Северне Македоније. Од најближег града, Струге, насеље је удаљено 10 km североисточно.
Ливада се налази у историјској области Горњи Дримкол, која се обухвата северну обалу Охридског језера, око истока Црног Дрима из језера. Насеље је смештено у Струшком пољу, које се пружа на северној страни Охридског језера. Надморска висина насеља је приближно 710 метара.
Клима у насељу, и поред знатне надморске висине, има жупне одлике, па је пре умерено континентална него планинска. 

## Становништво
Ливада је према последњем попису из 2002. године имала 1.485 становника. 
Већину становништва чине Албанци (93%).
Већинска вероисповест је ислам.